# 부산 복천사 석가영산회상도
부산 복천사 석가영산회상도(釜山 福泉寺 釋迦靈山會上圖)는 부산광역시 영도구 복천사에 있는 일제강점기의 영산회상도이다. 2005년 12월 27일 부산광역시의 문화재자료 제35호로 지정되었다.

## 개요
복천사 옛 대웅전의 석가여래 좌상 뒤편 후불벽 전면에 봉안된 후불탱화이다. 화기(畵記)를 통해 「복천사 석가영산회상도」가 1921년 12월 동래군 명장리 석금대에 봉안되었고, 증명 비구 혜명(慧明), 금어 완호(玩虎), 시찬(施讚) 등이 관여하였음을 밝히고 있어, 1921년 조성된 이후 어느 시기에 복천사로 이안되어 왔음을 알 수 있다. 2005년 12월 27일 부산광역시 문화재 자료 제35호로 지정되었다
「복천사 석가영산회상도」의 크기는 세로 125.7cm, 가로 261.0cm로 옆으로 긴 장방형을 이루며, 면 바탕에 채색을 베푼 작품이다. 도상 구성은 중앙에 석가모니불을 크게 그리고, 그 양쪽으로 권속들을 횡으로 열을 지워 배치하였다. 앞쪽 열에는 문수보살과 보현보살을 포함하여 보살상 7위와 여래형 1위를 좌우 대칭으로 배치하였고, 그 뒤쪽에는 황색의 채운 속에 십대 제자를 각각 5위씩 좌우 일렬로 나타내고, 사자왕과 상왕을 묘사하였다.
보살상 앞 쪽에 본존을 향해 두 손을 모아 무릎을 꿇고 배례하는 천부상 2위를 배치하고, 이들 바깥쪽으로 원형 광배를 배경으로 의자에 걸터앉은 모습의 사천왕상 2위를 묘사하였다. 이 사천왕상과 대응해서 화면 가장 위쪽 가장자리에 역시 원형 두광을 구비한 사천왕 2위를 배치하였다. 채운에 둘러싸인 본존 두광 양측에는 용왕과 용녀를 작게 묘사하였다.
완호는 1920년을 전후한 시기에 유사한 도상 및 화법을 지닌 여래 후불탱을 연작으로 제작하였는데, 「복천사 석가영산회상도」도 그중 하나이다. 「복천사 석가영산회상도」와 유사한 도상적 특징을 보여주고 있는 작품으로는 통도사 사명암(1917년), 청량사(1918년), 연등사(1924년), 범어사 계명암(1927년) 등에 봉안된 여래 후불도가 있다.
이들 작품은 화면 본지의 크기가 세로에 비해 가로 폭이 넓은 장방형의 중형급 불화로 근대 이후 건립된 전각의 후불 벽면의 크기와 밀접한 관련을 맺고 있다. 이러한 화면 크기 때문에 도상을 횡으로 정연하게 일렬로 배치하였으며, 화면 중앙에 위치한 여래상을 중심으로 화면 아래쪽에 원형 녹색 두광을 갖춘 보살상의 신체를 가능한 한 드러내어 배치하고, 위쪽에 십대 제자를 비롯한 권속들의 도상을 축소하여 표현하였다. 또한 화면 네 모서리의 공간에는 사천왕상 혹은 금강상과 같은 외호신을 빈틈없이 배치하여 구도상 안정감을 주고 있다.

## 참고 자료
- 부산 복천사 석가영산회상도 - 국가유산청 국가유산포털